# DFS Kranich
Il DFS Kranich (gru cenerina), codice RLM 108-30 (per il Kranich II di produzione in serie), citato anche come Schweyer Kranich dal nome della ditta costruttrice, fu un aliante biposto da primato e competizione ad alte prestazioni progettato dall'ingegner Hans Jacobs, sviluppato in Germania dal Deutsche Forschungsanstalt für Segelflug (DFS) nei primi anni trenta e prodotto principalmente dalla Karl Schweyer AG.

## Varianti

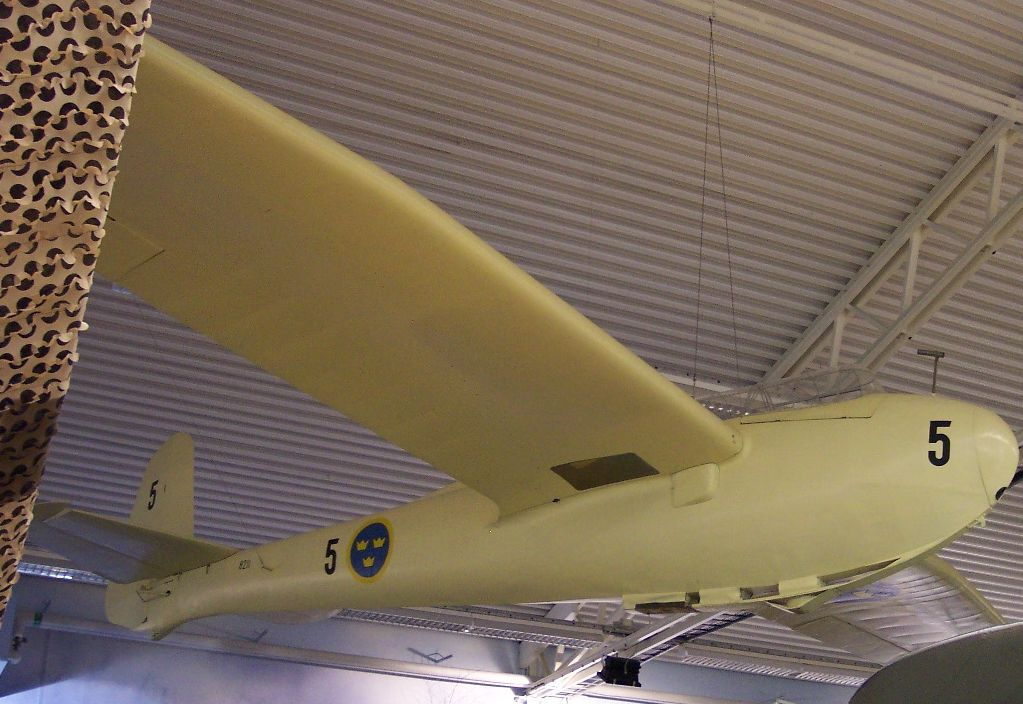
Un Se-103, il Kranich costruito su licenza in Svezia, esposto al Flygvapenmuseum.

Kranich
designazione del prototipo progettato da Hans Jacobs per il DFS.
Kranich II
designazione del modello di produzione in serie costruito principalmente dalla Karl Schweyer AG e dalla Mraz, in Cecoslovacchia, ma anche in Polonia e Svezia.
Flygplan Se 103
designazione del modello prodotto su licenza in Svezia per la Svenska flygvapnet; realizzato in 30 esemplari.
SZD-C Żuraw
variante modificata del Kranich prodotta su licenza in Polonia.
Focke-Wulf Kranich III
nuova variante profondamente modificata riprogettata dalla Focke-Wulf.
Liege-Kranich
prototipo, variante modificata del Kranich II con secondo posto di pilotaggio prono.

## Utilizzatori
Germania
- Nationalsozialistisches Fliegerkorps (NSFK)

 Svezia
- Svenska flygvapnet